# Ilias Chair
Ilias Emilian Chair, född 30 oktober 1997 i Antwerpen, Belgien, är en marockansk fotbollsspelare (mittfältare) som spelar för Queens Park Rangers och Marockos landslag.

## Landslagskarriär
Chair debuterade för Marockos landslag den 9 juni 2021 i en 1–0-vinst över Ghana, där han blev inbytt i den 76:e minuten mot Adel Taarabt. I november 2022 blev Chair uttagen i Marockos trupp till VM 2022.